# Chlodwig Poth
Chlodwig Poth (né le 4 avril 1930 à Wuppertal, mort le 8 juillet 2004 à Francfort-sur-le-Main) est un satiriste, illustrateur, caricaturiste et dessinateur allemand.

## Biographie
Chlodwig Poth arrive à Berlin-Tempelhof à six ans. Il découvre les caricatures, notamment celle de Wilhelm Busch. Il en publie dans Junge Welt, l'organe de la Jeunesse libre allemande. En 1947, il s'inscrit à l'université des arts de Berlin. Alors qu'il y a le blocus de Berlin, il obtient un emploi dans Der Insulaner, un journal satirique, puis aussi à Tarantel et d'autres magazines sous les pseudonymes de Claude et Wig.
En 1955, il s'installe à Francfort. Il travaille comme rédacteur pour le journal d'un fabricant de pneus. En 1962, il fait partie des fondateurs de Pardon. Pendant les manifestations étudiantes de la fin des années 1960, il crée APO-Opa (Papy Opposition extra-parlementaire) qu'il publie dans un journal de la gauche alternative puis dans Pardon et en livre. En 1979, il cofonde le journal satirique Titanic avec lequel il collabore jusqu'à sa mort. En plus de ses dessins, il fait des tableaux et écrit trois romans.
En 1990, il vient habiter le quartier de Sossenheim. Il publie dans Titanic la série Last Exit Sossenheim où il se moque du quotidien. Dans les dernières années de sa vie, atteint par le syndrome maculaire qui le rend aveugle, il se met à écrire son autobiographie Aus dem Leben eines Taugewas.
Il meurt d'un cancer le 8 juillet 2004, soit deux jours après son collègue Bernd Pfarr.

## Œuvres
- Ausgerechnet Österreich
- Der Herr der großen weiten Welt (1960)
- Saure Lesefrüchte (1960)
- Spuck zurück im Zorn – Historischer Abriss einer Jugendbewegung (1961)
- Kontaktperson, (1974)  (ISBN 3-935792-10-7)
- Mein progressiver Alltag (1975),  (ISBN 3-499-118076)
- Elternalltag (1977)
- Wie man das Volk vertritt (1980), Cartoons
- Das Katastrophenbuch (1982),  (ISBN 3-426-02715-1)
- Die Vereinigung von Körper und Geist mit Richards Hilfe (1982). Ein heiterer Liebesroman
- Tanz auf dem Vulkan. 24 Bildergeschichten (1984).  (ISBN 3-455-08638-1)
- Frankfurt oder ein vorletzter Tag der Menschheit (1986).  (ISBN 3-251-00077-2)
- Taktik des Ehekrieges. Neue, verschärfte Ausgabe (1986).  (ISBN 3-8105-1503-5)
- Was ist mit unseren Krisen los? (1986).  (ISBN 3-596-28192-X)
- Tanz auf dem Vulkan (1988).  (ISBN 3-426-02716-X)
- Frankfurter Federlese (1990).  (ISBN 3-7829-0399-4)
- Sekt mit Sechzig (1990).  (ISBN 3-8218-2116-7)
- 50 Jahre Überfluss (1990).  (ISBN 3-926901-28-4)
- Last Exit Sossenheim (1993).  (ISBN 3-926901-62-4)
- Jahrtausendende (1997).  (ISBN 3-89082-754-3)
- Euch werd ich’s zeigen (2000).  (ISBN 3-88520-776-1)
- Aus dem Leben eines Taugewas (2002).  (ISBN 3-550-07542-1)
- Mein progressiver Alltag (2004).  (ISBN 3-934769-21-7)

## Crédit d'auteurs
- (de) Cet article est partiellement ou en totalité issu de l’article de Wikipédia en allemand intitulé « Chlodwig Poth » (voir la liste des auteurs).